# Saintbury
Saintbury – wieś i civil parish w Anglii, w Gloucestershire, w dystrykcie Cotswold. W 2001 civil parish liczyła 83 mieszkańców. Saintbury jest wspomniana w Domesday Book (1086) jako Suineberie.